# 谷口彌一郎
谷口彌一郎（たにぐち やいちろう）は富山県月岡村（現・富山市月岡）村長。谷口弥一郎と新字体で表記されることもある。
社会福祉事業に特に関心を示し、同市中布目出身の曹洞宗尼僧・谷口節道の児童福祉施設創設などの活動を支援した。
なお、谷口節道とは同姓だが、曹洞宗寺院の住職である節道は、当時は戒律上結婚を認められておらず代々養女を養嗣子として継承してきた住職であるため、直接の血縁関係はない。
| スタブアイコン | サブスタブ | この項目は、まだ閲覧者の調べものの参照としては役立たない、人物に関連した書きかけの項目です。この項目を加筆・訂正などしてくださる協力者を求めています（P:人物伝/PJ:人物伝）。 |